# Iso-Lokki (ö i Norra Savolax, Varkaus)
Iso-Lokki är en ö i Finland. Den ligger i sjön Unnukka och i kommunen Leppävirta i den ekonomiska regionen  Varkaus ekonomiska region  och landskapet Norra Savolax, i den sydöstra delen av landet, 300 km nordost om huvudstaden Helsingfors. Öns area är 3,6 hektar och dess största längd är 450 meter i sydöst-nordvästlig riktning.